# Delli Emma
Delli Emma, született: Dickmann, névváltozatok: Deli, Delly, Dieckmann (Szeged, 1866. február 1. – Budapest, 1929. február 12.) magyar színésznő, rendező. Török Lajos orvos felesége.

## Élete
Deli Sámuel kereskedő és Böhm Mária lánya. Dickmann családi nevét 1885-ben Delire változtatta. A Színiakadémián tanult, ahol két évig volt ösztöndíjas. Tanára, Csiky Gergely őt állította példának tanulótársai elé, azt mondta: „Ettől a kis szegedi lánytól tanuljatok magyarul beszélni.” 1888-ban Kolozsvárra került Ditrói Mór társulatához, majd 1894-ben arad–nagyváradi színháznál folytatta pályáját Leszkay András alatt. Ditrói 1896-ban hívta meg az újonnan megnyílt Vígszínházhoz, itt a legsikeresebb színésznők között tartották számon. 1898. december 15-én Budapesten, a Terézvárosban házasságot kötött Török Lajos orvossal. 1901-től 1905-ig a Nemzeti Színháznál játszott, 1904-ben tagjává választotta a Thália Társaság művészi bizottsága. Rendezéssel is foglalkozott. Férje kívánságára hagyott fel a színjátszással. Temetésén a Nemzeti Színház részéről S. Fáy Szeréna, a Budapesti Színészek Szövetsége nevében Győző Lajos búcsúztatta.

## Főbb szerepei
- Feydeau: Osztrigás Mici - Osztrigás Mici
- Ábrányi Emil: A végrehajtó - Cocotte
- Beaumarchais: Figaro házassága - Zsuzsi
- Potter: Trilby - Trilby
- Herczeg Ferenc: Ocskay brigadéros - Dili